# Алла
А́лла — жіноче ім'я, широко поширене серед слов'янських народів.

## Походження
Походить через посередництво грец. Αλλη, досл. «інша», з гот. Alls. Православна Церква зазвичай зв'язує це ім'я зі святою Аллою, вдовою готського вождя, котра жила в IV столітті на території сучасної України і була замучена за часів Атанаріха.

## Іменини
- Православна церква святкує іменини св. Алли 8 квітня.
- Готська церква святкувала 23 жовтня.
- Скандинави відзначають день Алли 31 січня.

## Відомі люди
- Алла Горська — українська художниця
- Алла Чурикова — український режисер, художник-мультиплікатор
- Алла Ярошинська — політик, публіцист, доктор філософії
- Алла Мігай — українська телеведуча, тележурналіст, казкарка, дитячий композитор
- Алла Бойко — український педагог, член-кореспондент Академії педагогічних наук України
- Алла Свашенко — український мовознавець
- Алла Мазур — українська телеведуча
- Алла Кудлай — українська співачка

## Географічні назви
Алла — місто в Бутані.